# 쓰레기통

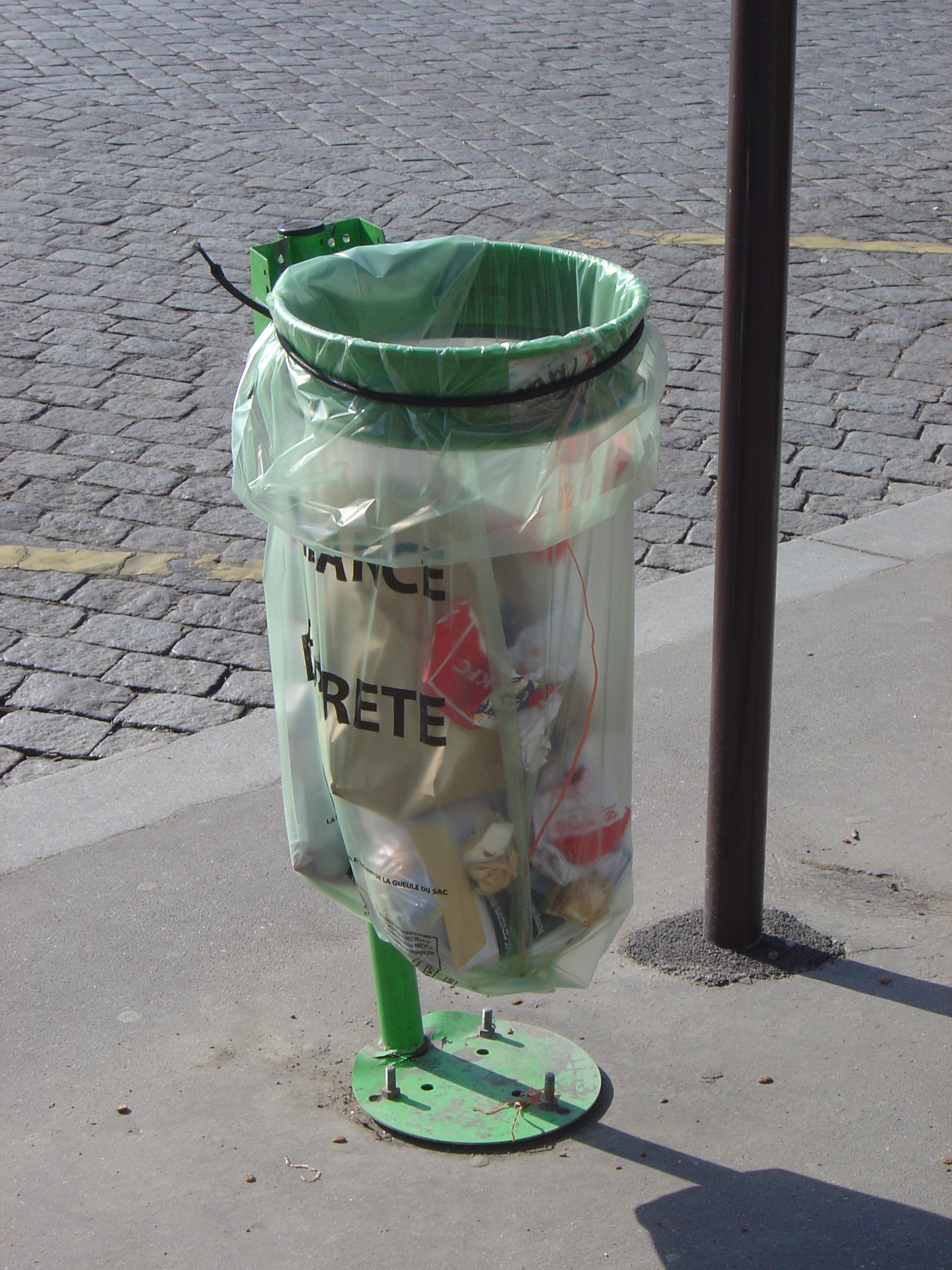
쓰레기 봉투로 감싼 쓰레기통의 모습.

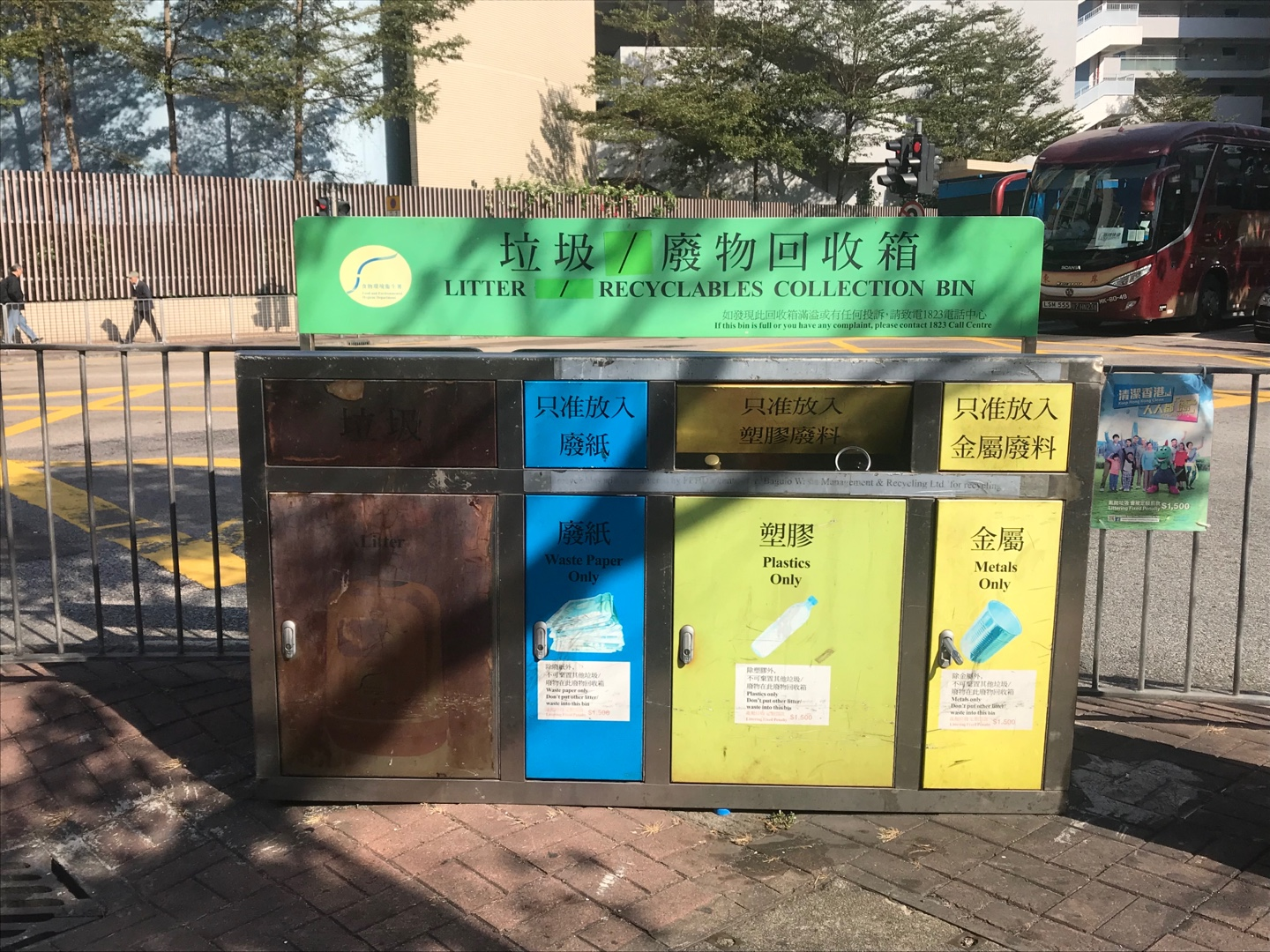
홍콩의 쓰레기통은 일반 쓰레기, 종이, 플라스틱, 금속류로 나눠져 있다.

쓰레기통(-桶, 영어: Trash Can) 또는 휴지통(休紙桶, 영어: Waste Container)은 쓰레기를 일시적으로 보관하는 통을 말하며, 금속이나 플라스틱으로 이루어져 있다. 재활용 센터에 들어가기 전에 미리 재활용품을 구분해 놓는 통을 재활용품 수거함이라고 한다.
수분이 포함된 쓰레기를 보관할 경우, 미리 비닐 봉투를 씌우는 것이 보통이다. 쓰레기통이 가득차면, 손이나 다리로 쓰레기를 밀어 넣으면 압축이 되므로 쓰레기 봉투를 교체하기까지의 시간이 늘어난다.

## 디자인
쓰레기통은 일반적으로 강철이나 플라스틱(가장 일반적으로 폴리에틸렌)으로 만들어지지만 일부는 나무나 고리버들로 만들어진다.
페달 상자는 발 페달로 작동되는 뚜껑이 있는 용기이다. 산업공학자이자 효율성 전문가인 릴리안 몰러 길브레스(Lillian Moller Gilbreth)는 1920년대에 주방 쓰레기 처리를 위해 페달통을 발명했다. 풋 페달을 사용하면 손으로 뚜껑을 만지지 않고도 뚜껑을 열 수 있다.
2010년대에는 일부 쓰레기통에 풋 페달 대신 배터리로 구동되는 적외선 감지 기능이 있는 뚜껑과 같은 자동화된 메커니즘이 포함되기 시작하여 사용자가 어떤 방식으로든 쓰레기통을 만지지 않아도 된다. 이렇게 하면 쓰레기통 뚜껑이 쓰레기로 막히는 것을 방지할 수 있다. 이러한 폐기물 용기는 대부분 스테인레스 스틸로 만들어진다. 일부 쓰레기통 모델에는 공기 청정제를 위한 작은 용기도 포함되어 있다.

## 기원

### 프랑스어
폐기물 용기에 관한 법률은 유진 푸벨(Eugène Poubelle)이 서명한 1883년 지방 명령으로 프랑스에서 처음 도입되었다. 그의 이름에서 폐기물 용기를 뜻하는 프랑스어 단어가 유래되었다. 이 명령은 파리의 각 가구에 쓰레기통을 제공하고 수거하도록 의무화했다. 이 쓰레기통은 부피가 80~120리터 사이여야 하고 손잡이와 뚜껑이 있어야 한다고 지정되었다. 종이, 천과 같은 재생 가능한 섬유와 도자기, 유리, 굴 껍질과 같은 기타 재사용 가능한 재료에서 나온 쓰레기를 분류하기 위해 각 가구에 3개의 쓰레기통이 할당되었다.

### 영어
영국 지방 당국의 "분진 재 및 쓰레기의 임시 보관 및 수집을 위한 용기"(receptacles for the temporary deposit and collection of dust ashes and rubbish) 제공 및 수집에 대한 책임을 규정하는 법률은 1875년 공중 보건법에서 처음으로 명시되었다. 그러나 이것이 사용을 의무화하지는 않았다. 대신 지방 정부에 서비스를 제공하기로 결정했다.

## 예시

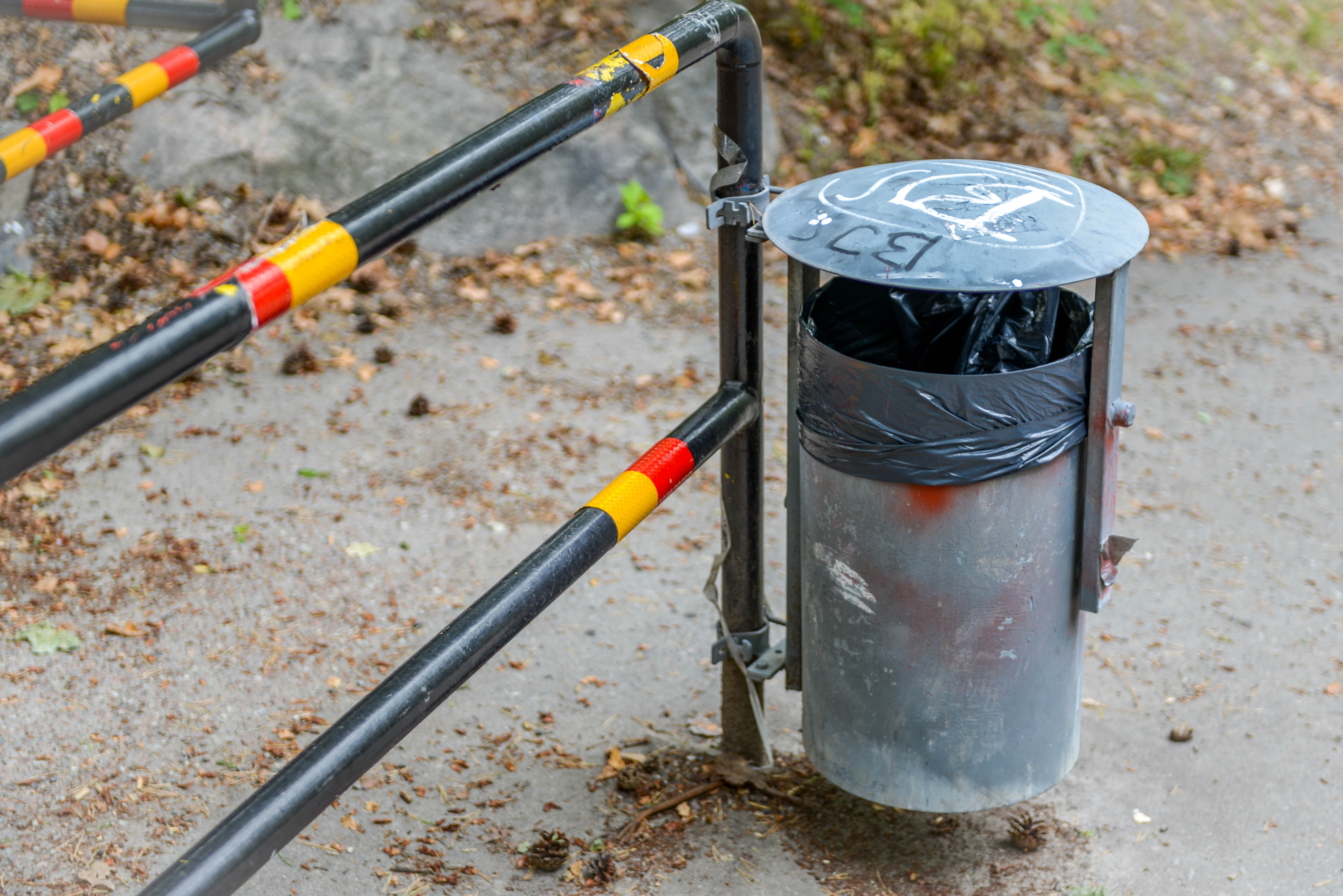
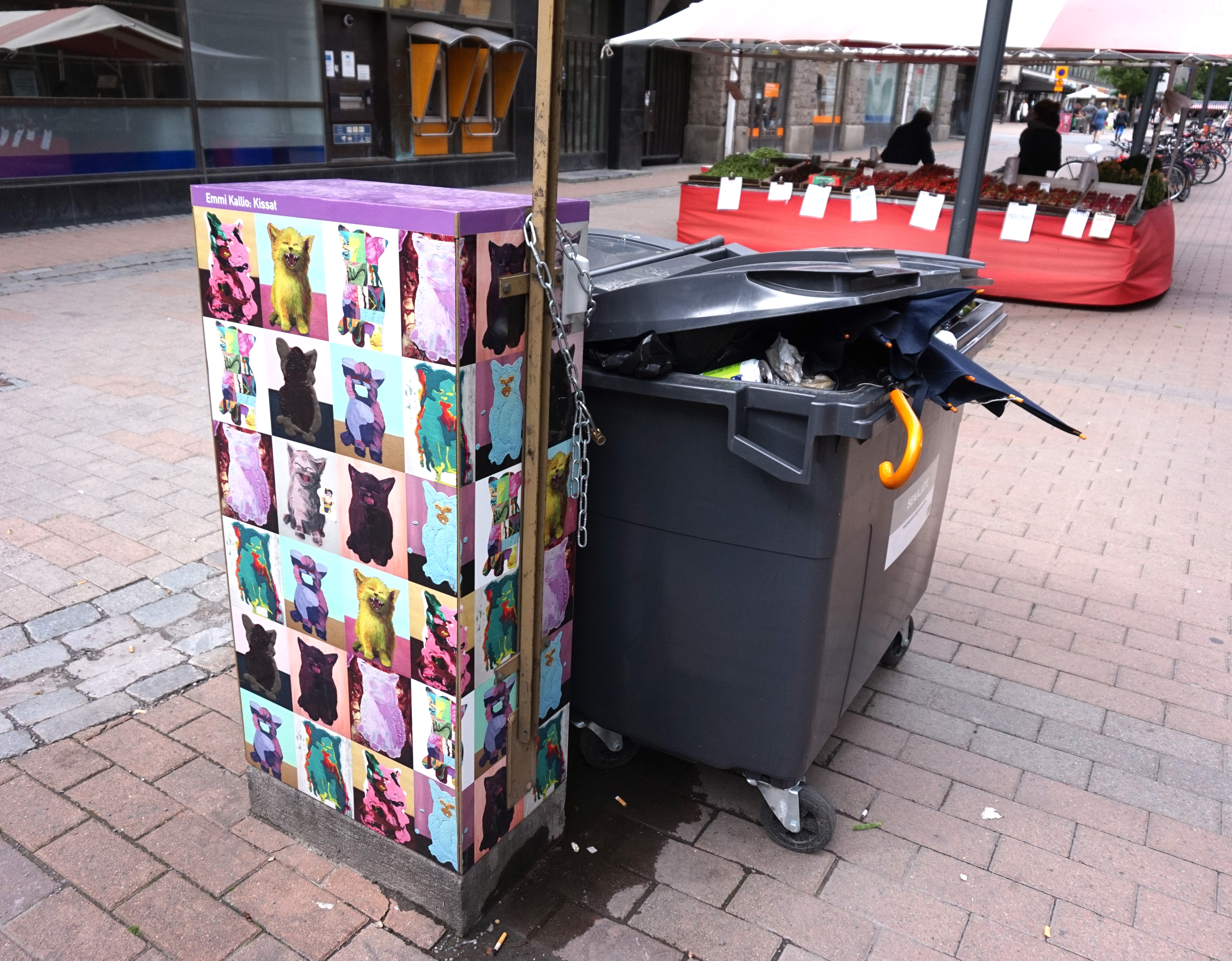
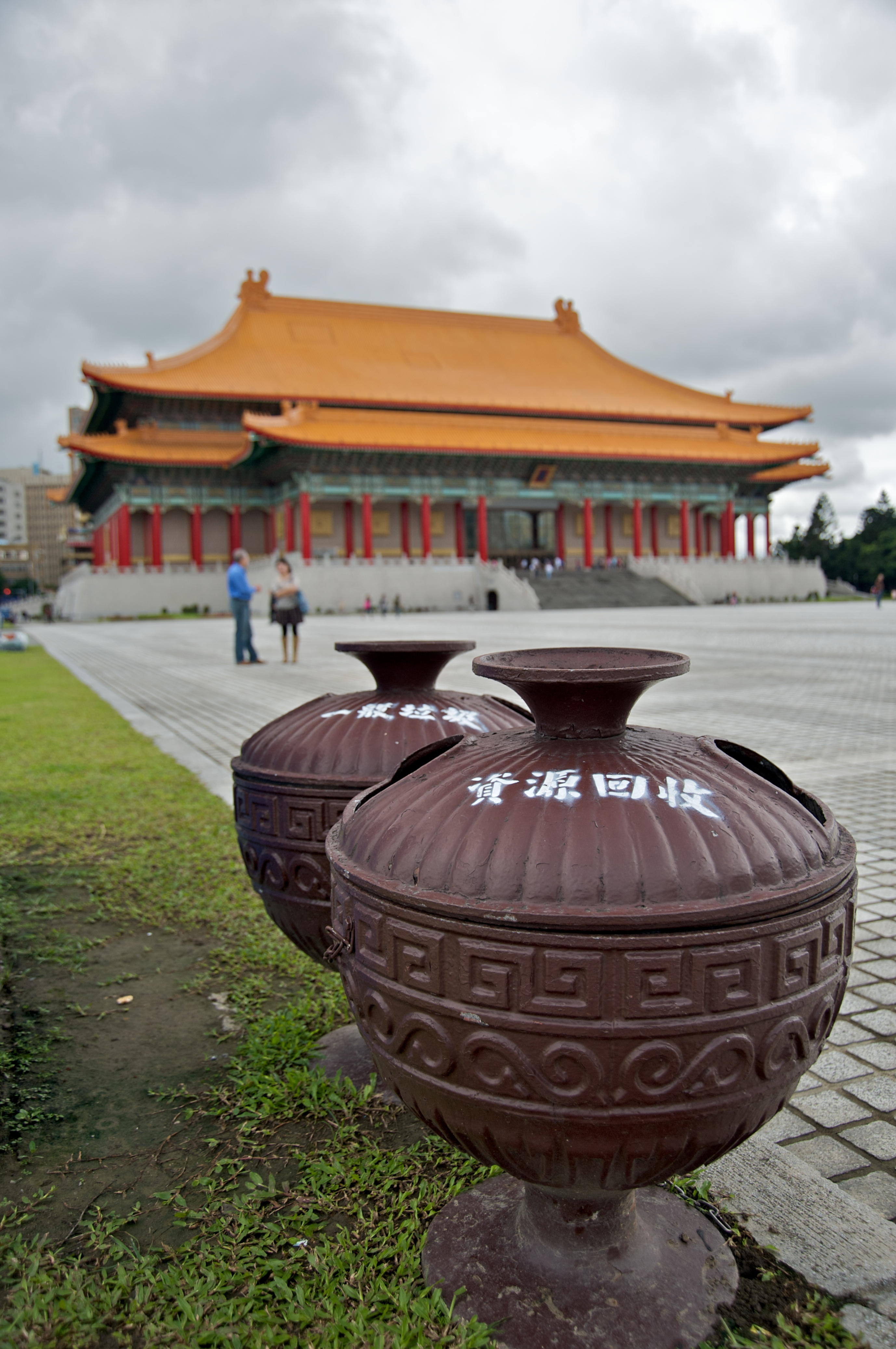
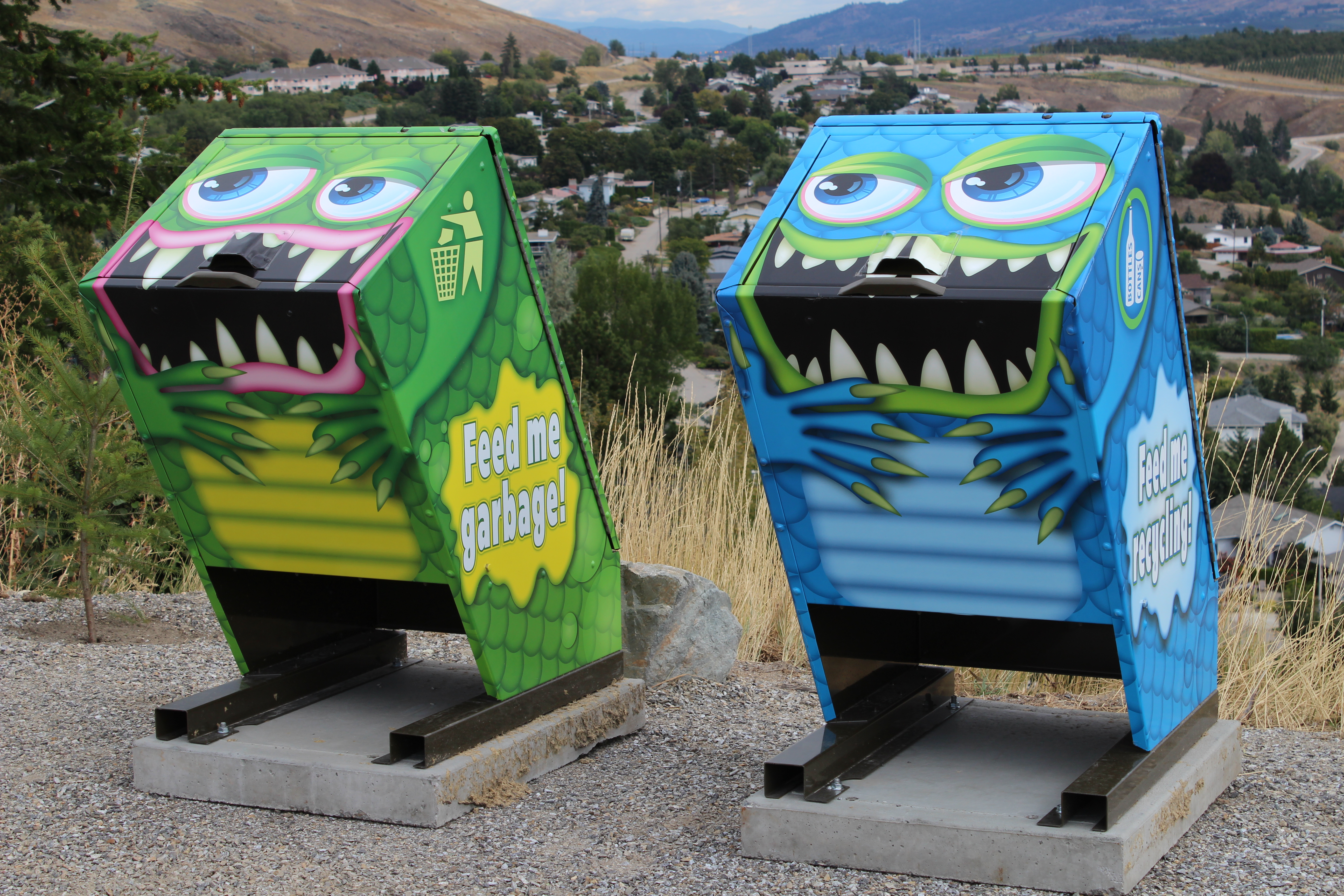
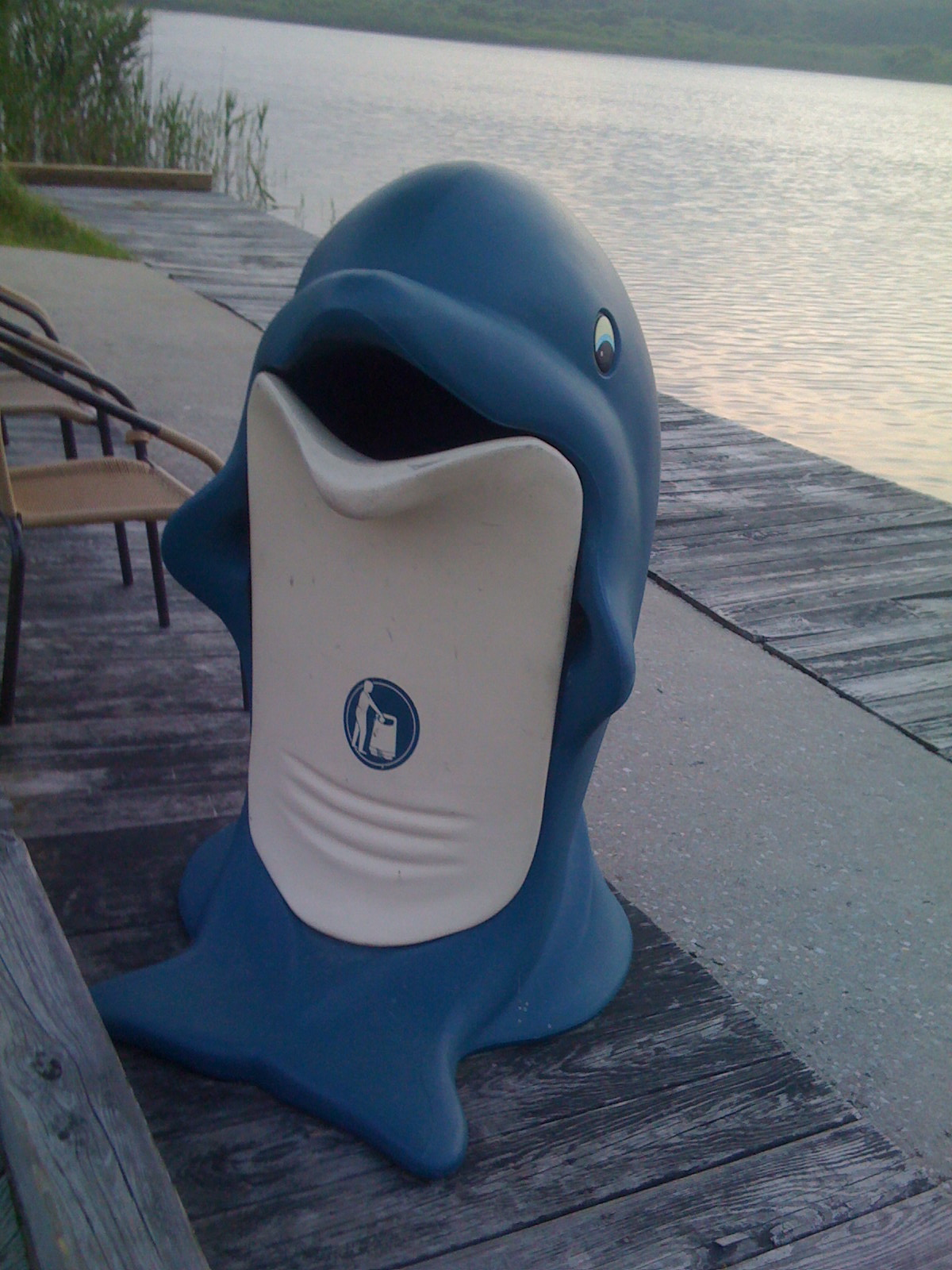
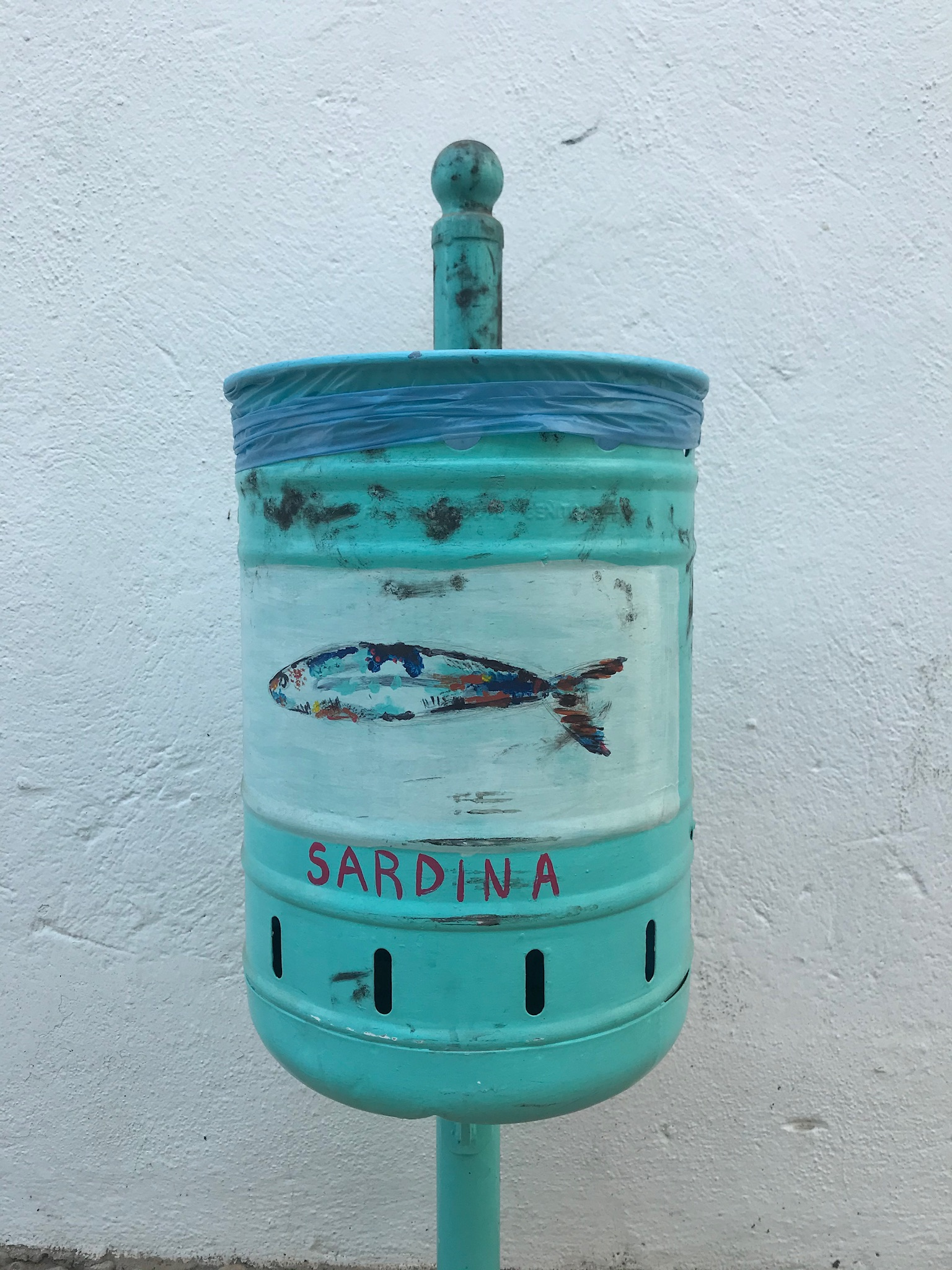
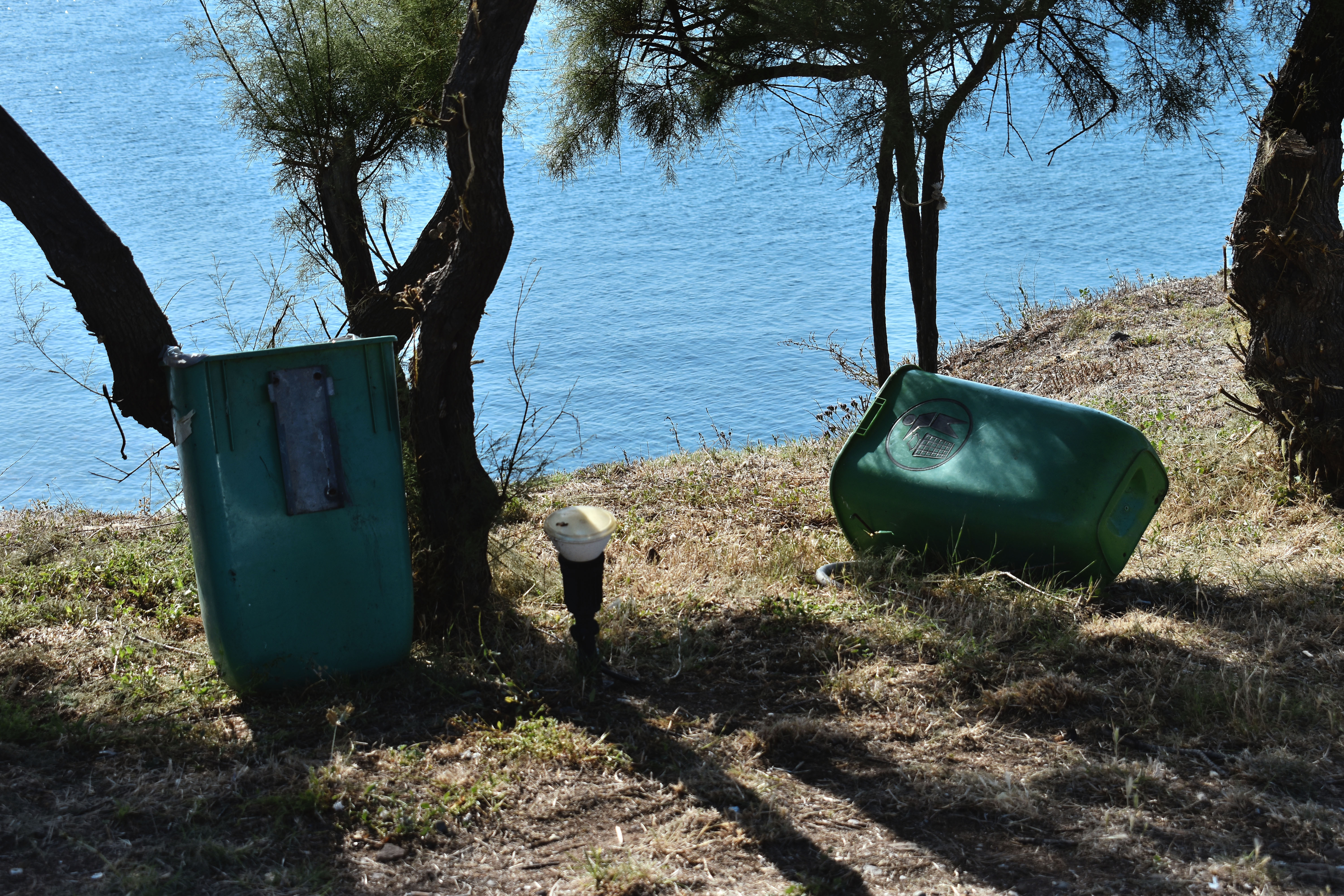
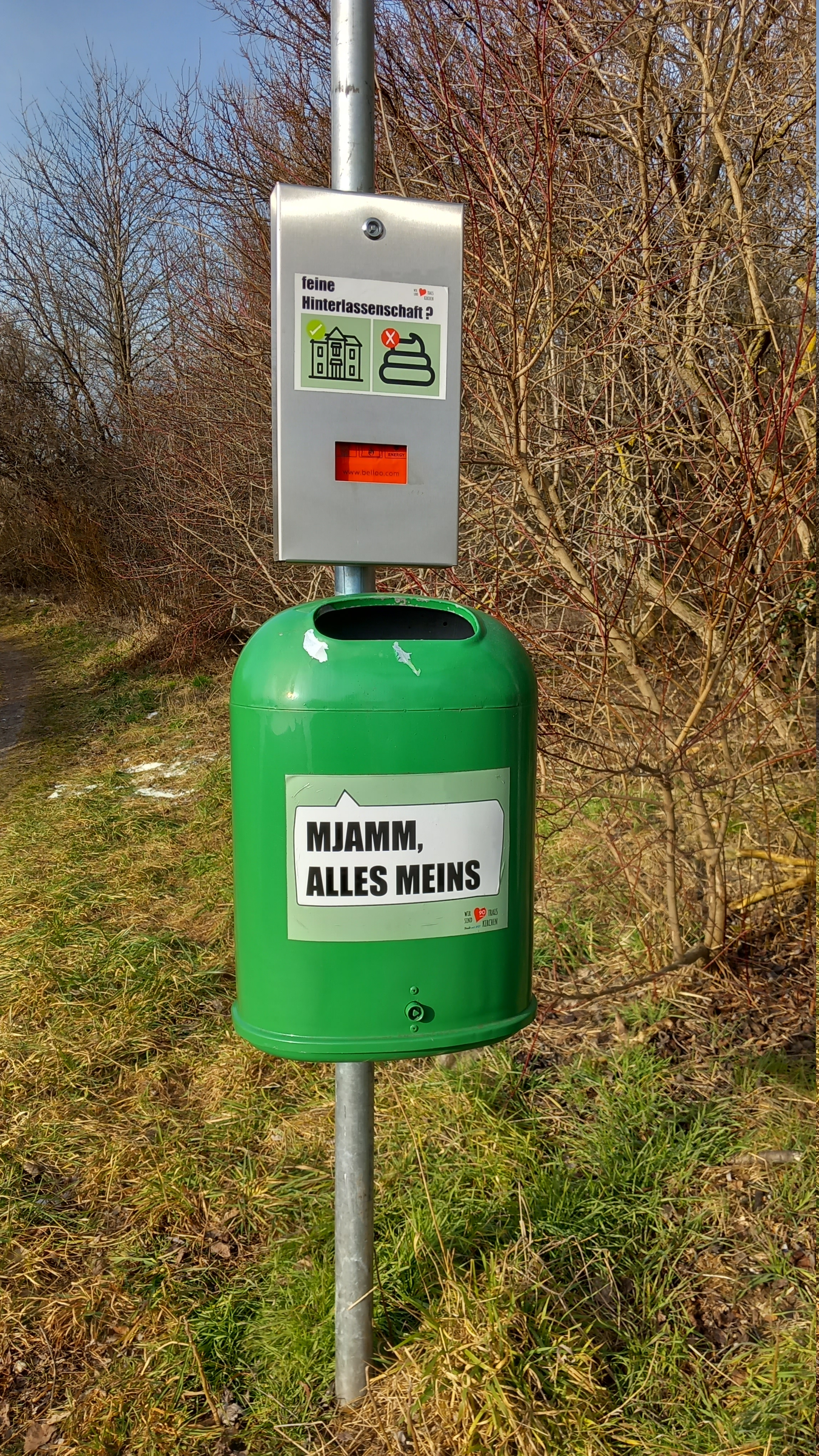

## 같이 보기
- 재활용품 수거함
- 퇴비
- 암롤
- 폐기물 관리